# Delligsen
Delligsen est une municipalité allemande située dans le land de Basse-Saxe et l'arrondissement de Holzminden. 

## Personnalités liées
- Friedrich Wilhelm Meves (1814-1891)
- August Merges (1870-1945)
- August Allruth (1873-1922)
- Gerhard Bremer (1917-1989)
- Siegfried Fuhrmann (1944-), sculpteur né à Hohenbüchen.
- Reinhard Kammerer (1951-)